# Motor vpředu, pohon předních kol

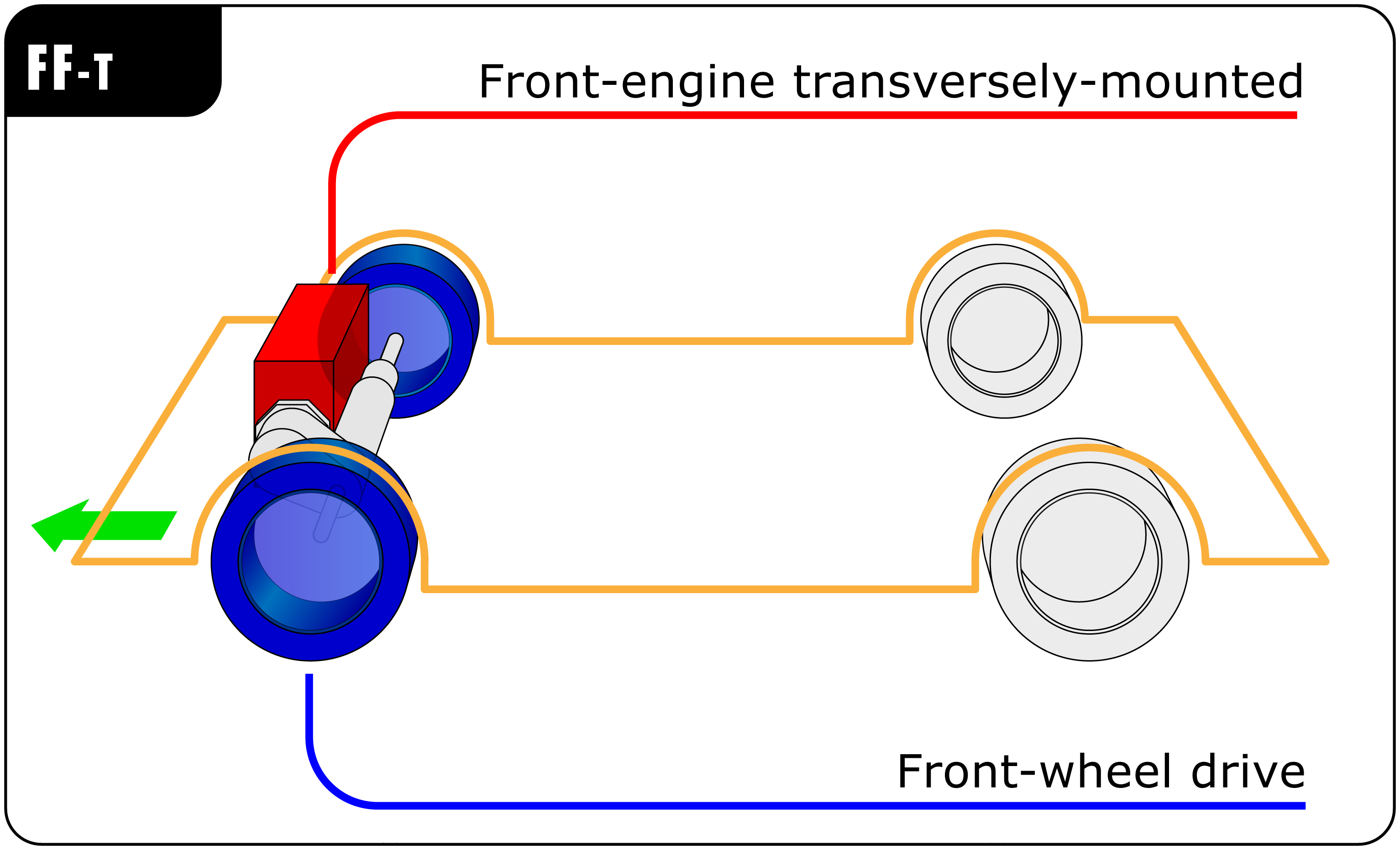
Příčně umístěný motor

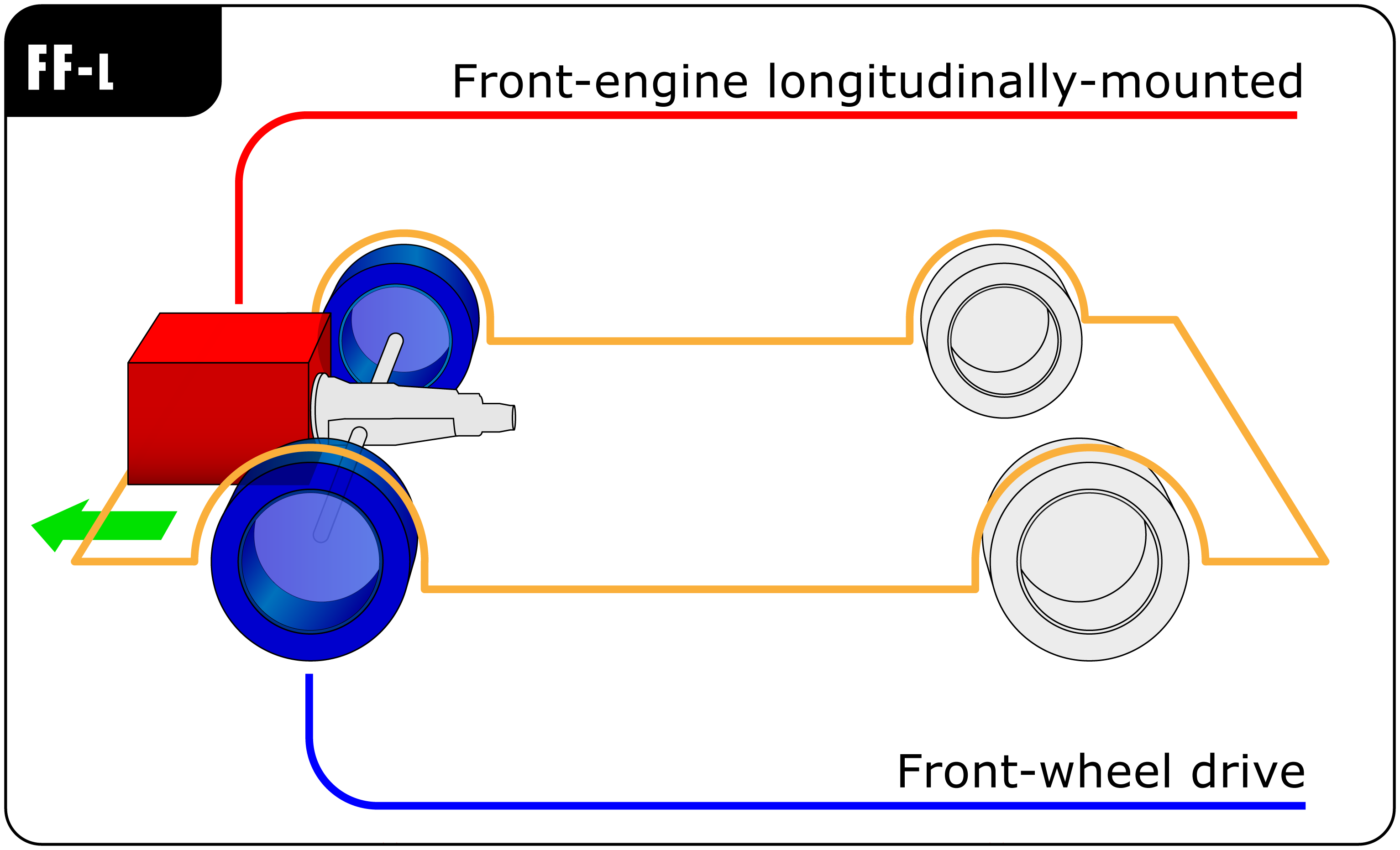
Podélně umístěný motor

V automobilového designu konstrukce motor vpředu, pohon předních kol umisťuje spalovací motor a poháněná kola do přední části vozidla.

## Historie
První automobily s pohonem předních kol a motorem vpředu se začaly objevovat ve 30. letech 20. století. První automobily s touto koncepcí byly například DKW F1 nebo Citroën Traction Avant.
Během 70., 80. a 90. let 20. století přecházela většina velkých automobilek na tuto koncepci, protože se ukázala jako vhodnější pro své výhody u rodinných automobilů.

### Výhody
Výhodou je prostorová nenáročnost koncepce, protože vše je vpředu, tím pádem není nutné vést hřídel přes celý automobil jako je tomu u koncepce Motor vpředu, pohon zadních kol. Oproti této koncepci má také výhody v nižší hmotnosti, protože hřídel váží několik kilogramů.

### Nevýhody
Nevýhodami je zejména nedotáčivost, což je fyzikální jev, který tlačí automobil ze zatáčky.